# Kōban
Kōban (交 番 kōban) je majhna sosedska policijska postaja na Japonskem. Koban se nanaša tudi na najmanjšo organizacijsko enoto v današnjem japonskem policijskem sistemu. Poleg centralnih policijskih postaj, ki so po vsej državi, se enotno policijsko delo opravlja iz majhnih stavb kobanov, ki so znotraj skupnosti, kot oblika policijskega delovanja skupnosti. Od leta 2007 je na Japonskem okoli 6000 kobanov. Od 1990 leta jih mnogo najdemo z latinskim napisom: KOBAN.

## Opis
Koban je običajno eno do dvonadstropna stavba z nekaj prostori (čeprav obstaja veliko variacij), z enim do več kot deset policistov. Častniki v teh stavbah lahko gledajo, se odzivajo na izredne razmere, dajejo navodila in drugače sodelujejo z državljani na bolj intimen način, kot bi jih lahko oddaljene postaje. Čeprav je pogosto prevedena v angleščino kot policijska škatla, koban ni podoben britanski policijski škatli.

## Zgodovina
Ime kōban izhaja iz imena prvotne stavbe, zgrajene leta 1874, ko so bile dejansko preproste škatle, namenjene stoječemu opazovanju in stoječi straži (立番, tačiban) v vrtenju (交替, kōtai), kar je ustvarilo sestavljeno besedo, ki jo sestavljajo kō (交) in ban (番). Kmalu zatem so leta 1881 kobane preoblikovali v postaje lokalnih skupnosti s kar šestimi uradniki in mu dali novo uradno ime Hašucujo - čeprav je njegovo skupno ime kōban preživelo. Koban je bil nadalje sistematiziran in razširjen po vsej državi, in je imel več desetletij pomembno vlogo v japonskem policijskem sistemu. Bilo je leta 1994, ko se je znova uradno ime Hašucujo (派出所) spremenilo nazaj v koban. Eno izmed vprašanj, ki je bilo v zadnjih nekaj letih priznano kot najpomembnejše okrog kobanovega sistema, je bilo obstoj aki-kōbana (postaje brez posadke). Po mnenju nacionalne policijske agencije je bilo to vprašanje obravnavano in rešeno do leta 2007.
Majhne policijske postaje, podobne japonskemu kobanu, najdemo tudi v delih Kitajske in Singapurja. Poleg tega je kōban sistem postal priljubljen pri mednarodnih programih usposabljanja in pomoči policije, zlasti tistih iz Japonske za mednarodno sodelovanje (JICA). JICA je vložila denar za vzpostavitev policijskih programov skupnosti v kobanu v več državah, vključno z Indonezijo, Brazilijo in Hondurasom.

## Storitve policistov vkobanu
- Nudenje zemljevidov in navodil z lokalnim naslovom, včasih celo osebno vodenje tistih, ki niso seznanjeni z lokalnimi načrti ulic in shemami naslavljanja. Poleg tega lahko uradniki napotijo ljudi na lokalne hotele, restavracije in druga podjetja.
- Izgubljeni in najdeni predmeti. Sprejemanje poročil o izgubljenih predmetih in sprejemanje najdenih predmetov od občanov.
- Poročila o kriminalu - sprejemanje policijskih poročil, običajno za kazniva dejanja, kot so kraje in vlomi.
- Klic v sili - pokličite telefonsko številko za klic v sili "110" v primeru potreb po policiji, gasilcih ali nujne zdravstvene pomoči.